# Alejandro Rejón Huchin
Wilberth Alejandro Rejón Huchin (Mérida, 1997. május 18. –) mexikói költő, kulturális menedzser és újságíró. A Tecoh Nemzetközi Versfesztivál igazgatója és alapítója, Mexikó Yucatán. Néhány szövegét lefordították arab, olasz, román, görög, francia, katalán és bengáli nyelvre. 

## Életrajz
A Marcapiel irodalmi folyóirat igazgatója, 2016-ban munkatársa volt Mérida város Interface kulturális fesztiváljának. Számos nemzeti és nemzetközi folyóiratban és antológiában publikált. Számos irodalmi eseményen vett részt Guatemalában és Kubában, mint országa képviselője. 2019 márciusában létrehozta és irányította az irodalom és oktatás első nemzetközi találkozóját a Yucatán-i Nemzetközi Olvasó Vásáron. Ugyanezen év szeptemberében építésze és promótere volt a Tecoh, Yucatán Nemzetközi Versfesztiválon, amelyen Mexikóból, Argentínából, az Egyesült Államokból, Kubából, Guatemalából és Kolumbiából származó költők vettek részt. Számos újság kulturális munkatársa, például a La Revista Peninsular, a Senderos del Mayab és a La Verdad. Antológusként szerkesztette a kortárs yucatecai versantológiát a mexikói Círculo de Poesía folyóiratban. Számos díjat kapott kulturális menedzsment és irodalmi környezetben végzett munkájáért.

## Kötetei
- Levágott portré tanfolyama, Argentína, Buenos Aires vezércikk, 2019[7]
- Az álmok törött vize, Egyesült Államok, Primigenios vezércikk, 2020 [8]
- Szomjúvillám, Chile, Andesgraund vezércikk, 2020 [9][10]